# Aeroportul Begumpet
Aeroportul Begumpet (IATA: BPM, ICAO: VOHY) este un aeroport din Hyderabad, Hyderabad district⁠(d), Telangana, India ce deservește zona Hyderabad. Aeroportul a fost tranzitat în decembrie 2022 de 221 de pasageri. A fost numit după Begumpet⁠(d).
Situat la o altitudine de 531 m, aeroportul dispune de o singură pistă. Este operat de Airports Authority of India⁠(d).